# Barranc de la Maçana (Sant Esteve de la Sarga)
El Barranc de la Maçana, és un barranc del terme de Sant Esteve de la Sarga, a la zona d'Alsamora.
Es forma a 1.000 m. alt., al Solà de Vilabella, al nord del Coll de Fabregada. Des d'allí baixa cap al sud fins a arribar en aquest coll, on torç cap a ponent, adreçant-se al poble d'Alsamora, poble que envolta pel nord.
Davalla cap a ponent, inflexionant una mica cap al sud, fins que s'aboca en el barranc Fondo, a prop del lloc on hi hagué el Mas de Sant Jaume.